# Nasser Nechar
Nasser Nechar (ur. 13 maja 1967) – francuski judoka. Startował w Pucharze Świata w latach 1989-1993 i 1995. Zajął piąte miejsce na mistrzostwach Europy w 1993, a także drugie w drużynie w 1991. Wicemistrz igrzysk śródziemnomorskich w 1993. Wygrał akademickie MŚ w 1990 i zajął trzecie miejsce na wojskowych MŚ w 1991. Mistrz Francji w 1990, 1991 i 1995 roku.